# Департаменты Республики Конго
Республика Конго разделена на двенадцать департаментов. Эти департаменты заменили бывшие регионы в 2002 году
Эти регионы подразделяются на 86 округов и 7 коммун; которые дополнительно подразделяются на городские сообщества и сельские сообщества; которые, в свою очередь, подразделяются на районы или районы городов и деревни.
| Департамент    | Столица  | Население (перепись 2007 г.) | Площадь (km2) | Зона |
| -------------- | -------- | ---------------------------- | ------------- | ---- |
| Куилу          | Хинда    | 91,955                       | 13,650        |      |
| Ниари          | Лубомо   | 231,271                      | 25,942        |      |
| Лекуму         | Сибити   | 96,393                       | 20,950        |      |
| Буэнза         | Мадингу  | 309,073                      | 12,265        |      |
| Пул            | Кинкала  | 236,595                      | 33,955        |      |
| Плато          | Джамбала | 174,591                      | 38,400        |      |
| Кювет          | Овандо   | 156,044                      | 48,250        |      |
| Западный Кювет | Эво      | 72,999                       | 26,600        |      |
| Санга          | Весо     | 85,738                       | 55,800        |      |
| Ликуала        | Импфондо | 154,155                      | 66,044        |      |
| Браззавиль     |          | 1,373,382                    | 100           |      |
| Пуэнт-Нуар     |          | 715,335                      | 44            |      |

## История развития

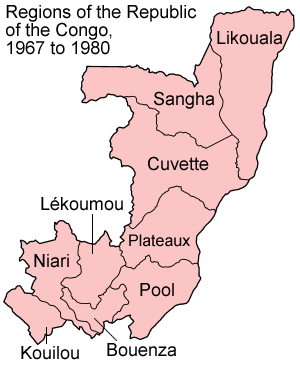
Регионы с 1967 по 1980
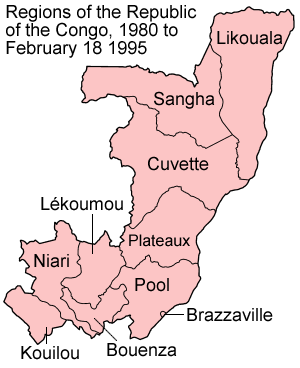
Регионы с 1980 по 1995
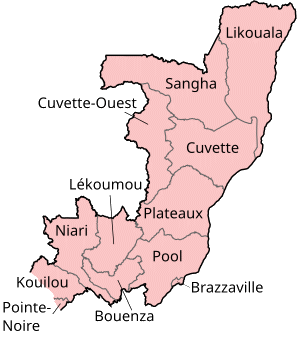
Регионы/дипартименты с 1995

## Примечание
1. ↑  Statoid site page on the Congo with additional sources listed. Statoids.com. Дата обращения: 22 апреля 2012. Архивировано 21 октября 2018 года.
2. ↑  Republic of Congo at GeoHive Архивировано 22 мая 2012 года.